# شهر شیشه‌ای (فیلم)
شهر شیشه‌ای (انگلیسی: Jar City) فیلمی ایسلندی به نویسندگی و کارگردانی بالتاسار کورماکور است که در سال ۲۰۰۶ منتشر شد.